# Liste des chansons composées par Eddie Vartan
Cet article recense les chansons composées par Eddie Vartan. Trompettiste, chef d'orchestre et compositeur, Eddie Vartan a essentiellement écrit pour sa sœur Sylvie Vartan et pour Johnny Hallyday.

## Compositions pour Sylvie Vartan
Les musiques sont d'Eddie Vartan, toutefois les chansons écrites en collaboration sont indiquées.
| Titre                                                    | Paroles                                    | Musique                               | Date | Support                     |
| -------------------------------------------------------- | ------------------------------------------ | ------------------------------------- | ---- | --------------------------- |
| Les vacances se suivent                                  | Ralph Bernet                               |                                       | 1962 |                             |
| Aussi loin que j’irai                                    | Ralph Bernet                               |                                       | 1962 |                             |
| M’amuser                                                 | Eddie Francis                              |                                       | 1962 |                             |
| Les clous d’or                                           | Marc Fontenoy, Larry Gréco                 |                                       | 1963 |                             |
| Fini de pleurer                                          | Georges Aber                               | en collaboration avec Johnny Hallyday | 1963 |                             |
| À plein cœur                                             | Georges Aber                               | en collaboration avec Johnny Hallyday | 1963 |                             |
| La la la                                                 | Georges Aber, Eddie Francis                |                                       | 1963 |                             |
| L’ami des mauvais jours                                  | Georges Aber                               |                                       | 1964 |                             |
| Il n’a rien retrouvé                                     | Georges Aber                               | en collaboration A. Legrand           | 1964 |                             |
| Un air de fête                                           | Georges Aber                               |                                       | 1964 |                             |
| Dans tes bras (je veux l’oublier)                        | Georges Aber                               | en collaboration avec Johnny Hallyday | 1965 |                             |
| Je voudrais être un garçon                               | Eddie Francis                              |                                       | 1965 |                             |
| C'est à deux pas                                         | Georges Aber, Gilles Thibaut               |                                       | 1965 |                             |
| It's not a game                                          | Ralph Bernet, J. Barrat                    | en collaboration avec Tommy Brown     | 1965 |                             |
| J’aurais                                                 | Gilles Thibaut                             |                                       | 1966 |                             |
| Le pays que j'ai inventé                                 | Gilles Thibaut                             |                                       | 1966 |                             |
| Si tu n’existais pas                                     | Gilles Thibaut                             |                                       | 1966 |                             |
| Sur un fil                                               | Jean Renard                                |                                       | 1967 |                             |
| Il sait revenir                                          | Ann Kopelman                               |                                       | 1968 |                             |
| Pas en été                                               | A. Anouk                                   |                                       | 1968 |                             |
| Mon chinois vert                                         | Jean Renard                                |                                       | 1969 |                             |
| Clic clac                                                | Jacques Lanzmann                           |                                       | 1970 |                             |
| La nuit                                                  | Philippe Labro                             |                                       | 1970 |                             |
| Ma petite ombre                                          | Catherine Desage                           |                                       | 1970 |                             |
| California                                               | Michel Mallory                             |                                       | 1971 |                             |
| Lui                                                      | Gilles Thibaut                             |                                       | 1972 |                             |
| L’homme que tu seras                                     | Michel Mallory, Y. Allégret, Jean Curtelin |                                       | 1973 |                             |
| Ne m’attends pas                                         | Michel Mallory, Y. Allégret, Jean Curtelin |                                       | 1973 |                             |
| Toi mon aventure                                         | Michel Mallory                             |                                       | 1974 |                             |
| La minute de vérité                                      | Gilles Thibaut                             |                                       | 1976 |                             |
| Cet instant est à moi                                    | Michel Mallory                             |                                       | 1977 |                             |
| La fourmi et la cigale (en duo avec Carlos)              | Michel Mallory                             |                                       | 1977 |                             |
| Dancing star                                             | Michel Mallory                             |                                       | 1977 |                             |
| Douce misère                                             | Michel Mallory                             |                                       | 1977 |                             |
| Je vous aime (avec Gérard Lenorman, puis Jacques Revaux) | Michel Mallory                             |                                       | 1977 |                             |
| Les volets bleus                                         | Michel Mallory                             |                                       | 1977 |                             |
| Quiproquos (en duo avec Jean-Claude Brialy)              | Michel Mallory                             |                                       | 1977 |                             |
| Photo                                                    | Michel Mallory                             |                                       | 1977 |                             |
| Je suis née dans une valise                              | Michel Mallory                             |                                       | 1977 |                             |
| Capitaine je me noie                                     | Georges Terme                              |                                       | 1978 |                             |
| Jours après jours                                        | Georges Terme                              |                                       | 1978 |                             |
| Pour que tu m'aimes                                      | M. Casanova                                |                                       | 1979 |                             |
| Quand le vent se lève                                    | Catherine Argall                           |                                       | 1980 |                             |
| En passant                                               | Michel Mallory                             |                                       | 1981 |                             |
| Orient-Express                                           | Didier Barbelivien                         |                                       | 1981 |                             |
| Aimer                                                    | Jean-Loup Dabadie                          |                                       | 1982 |                             |
| Le dimanche                                              | Jean-Loup Dabadie                          |                                       | 1983 |                             |
| Lucie                                                    | Michel Mallory                             |                                       | 1983 |                             |
| Encore                                                   | Jean-Loup Dabadie                          |                                       | 1983 |                             |
| Les Balkans et la Provence (en duo avec Michel Sardou)   | Michel Mallory                             |                                       | 1983 | Maxi 45 tours Vartan Sardou |
| Tout a été dit                                           | S. Lévy                                    |                                       | 1986 |                             |
| Avant                                                    | Francis Basset                             |                                       | 1986 |                             |
| P’tit bateau                                             | Jean-Loup Dabadie                          |                                       | 1996 |                             |
| Les robes                                                | Éric Chemouny                              |                                       | 1998 |                             |

## Compositions pour Johnny Hallyday
Les musiques sont d'Eddie Vartan, toutefois les chansons écrites en collaboration sont indiquées.
| Titre                                                        | Paroles                  | Musique                               | Date | Support                                                                                         |
| ------------------------------------------------------------ | ------------------------ | ------------------------------------- | ---- | ----------------------------------------------------------------------------------------------- |
| Poupée brisée                                                | Georges Aber, E. Francis |                                       | 1963 | super 45 tours 432861 33 tours 25cm L'Idole des jeunes album Les Bras en croix                  |
| Rien n'a changé                                              | Ralph Bernet             | en collaboration avec Johnny Hallyday | 1963 | super 45 tours 432967 33 tours 25cm D'où viens-tu Johnny ?                                      |
| À plein cœur                                                 | Georges Aber             | en collaboration avec Johnny Hallyday | 1963 | super 45 tours 432967 33 tours 25cm D'où viens-tu Johnny ?                                      |
| Ma guitare                                                   | Jil et Jan               | en collaboration avec Johnny Hallyday | 1963 | super 45 tours 432967 33 tours 25cm D'où viens-tu Johnny ?                                      |
| Moi cette fille là                                           | Ralph Bernet             | en collaboration avec Johnny Hallyday | 1963 | chanson restée inédite jusqu'en 1993                                                            |
| Les mauvais garçons                                          | Ralph Bernet             | en collaboration avec Johnny Hallyday | 1964 | super 45 tours 434905 33 tours 25cm Le Pénitencier                                              |
| One more time, encore une fois                               | Manou Roblin             | en collaboration avec Johnny Hallyday | 1964 | super 45 tours 434905 33 tours 25cm Le Pénitencier                                              |
| A deux heures de chez toi                                    | Ralph Bernet             | en collaboration avec Johnny Hallyday | 1965 | album Johnny chante Hallyday                                                                    |
| Jésus Christ                                                 | Philippe Labro           |                                       | 1970 | 45 tours 6009042 album Vie                                                                      |
| On me recherche                                              | Philippe Labro           |                                       | 1970 | 45 tours 6009042                                                                                |
| La fille aux cheveux clairs                                  | Philippe Labro           |                                       | 1970 | album Vie                                                                                       |
| 1973 Bye bye baby (en duo avec Sylvie Vartan) version longue | Michel Mallory           |                                       | 1973 | 45 tours PEP 9120 monoface entretien Sylvie Johnny + duo inédit restée inédite jusqu'en 2012    |
| Les grands enfants                                           | Michel Mallory           |                                       | 1974 | chanson restée inédite jusqu'en 1993                                                            |
| Ce que tu as fait de moi                                     | Michel Mallory           | en collaboration avec Michel Mallory  | 1979 | album Hollywood                                                                                 |
| Elle est vraiment dingue                                     | Michel Mallory           |                                       | 1979 | issue des sessions d'enregistrements de l'album Hollywood, ce titre reste inédit jusqu'en 2014, |

### Autres collaborations avec J.H.
Réalisations :
- 1978 : album Solitudes à deux
- 1979 : album Hollywood
- 1979 : album live Pavillon de Paris : Porte de Pantin
- 1980 : album À partir de maintenant
- 1981 : album En pièces détachées
- 1981 : album Live

L'orchestre d'Eddie Vartan joue pour Johnny Hallyday sur les disques :
- 1963 : 33 tours 25cm D'où viens-tu Johnny ?
- 1964 : 33 tours 25cm Le Pénitencier

1965 : 
- super 45 tours Johnny lui dit adieu, On te montrera du doigt, Un ami ça n'a pas de prix, Maudite rivière
- super 45 tours Mes yeux sont fous, Reviens donc chez nous, Dans ce train, Va-t'en (sauf le premier titre[6])
- album Hallelujah
- album Johnny chante Hallyday

1966 :
- super 45 tours Je l'aime, Jusqu'à minuit, Maintenant ou jamais, N'y crois pas (sauf le premier titre[7])
- super 45 tours Cheveux longs et idées courtes, Du respect, Les coups, Si tout change (sauf le quatrième titre[8])

- 1970 : 45 tours Jésus Christ, On me recherche